# Могилёв-Подольский
Могилёв-Подо́льский (до 1923 — Могилёв; укр. Могилів-Подільський) — город в Винницкой области Украины на границе с Молдовой. Административный центр Могилёв-Подольского района (до 2020 года был городом областного подчинения).

## История

### 1595—1793
Город был основан 24 августа 1595 года Иеремией Могилой, который построил на этом месте замок и позже подарил окрестные земли своему зятю, Стефану Потоцкому. В память о тесте Стефан Потоцкий назвал город Могилёвом. В дальнейшем город носил имя Могилёв-на-Днестре.
В 1643 году здесь, на переправе через Днестр начала работу таможня.
Во время русско-польской войны 1654—1667 русско-казацкие войска успешно отразили осаду города объединённым польско-татарским войском. По Андрусовскому перемирию остался в составе Польши.
Могилёв XVII века описан у Генрика Сенкевича в романе «Пан Володыёвский» перед войной Речи Посполитой с Османской империей.
В 1672 году город был захвачен войсками Османской империи, но в 1699 году — возвращён Польше.
Жители города принимали участие в антифеодальном восстании 1768 года.

### 1793—1917
После второго раздела Речи Посполитой — в составе Российской империи. В 1796 году Могилёв получил статус уездного города Подольской губернии. С этого времени для отличия от города Могилёв он назывался Могилёв-на-Днестре, Могилёв-Днестровский, Могилёв-уездный.
Со второй половины XIX века в ходе развития судоходства на Днестре Могилёв становится центром хлебной торговли в Приднестровье. В 1881 году в городе началось строительство железной дороги, что способствовало энергичному развитию города и всей близлежащей местности.
В 1885 году численность населения города составляла 20 тыс. человек, Могилёв был торгово-ремесленным центром, здесь действовали шесть свечных заводов, винокуренный завод, пивоваренный завод и несколько других предприятий.

### 1918—1991
6 января 1918 года здесь была установлена Советская власть, но вскоре он был оккупирован австро-немецкими войсками. 14 августа 1918 года здесь началось восстание против немецких оккупантов и их пособников, но спустя 20 часов оно было подавлено. В дальнейшем город оказался в зоне боевых действий гражданской войны, а в ходе советско-польской войны в 1920 году был временно захвачен польскими войсками.
В 1923 году получил современное наименование — Могилёв-Подольский — и стал центром Могилёвского района Могилёв-Подольского округа Подольской губернии Украинской ССР.
В феврале 1924 года Могилёв-Подольский стал местом дислокации 24-го пограничного отряда.
С 1925 года — центр Могилёвского района Могилёв-Подольского округа УССР, с 1930 года — центр Могилёвского района УССР.
По данным переписи 1926 года, украинцы составляли 49,7 % населения Могилёв-Подольского, евреи — 41,8 %, русские — 5,8 %, поляки — 1,4 %. Украинский язык родным назвали 46,8 % населения города, идиш — 37,7 %, русский — 12,8 %, польский — 1,7 %.
27 февраля 1932 года город и Могилёвский район вошли в состав Винницкой области.
К 1940 году промышленная продукция города по сравнению с 1913 годом возросла в 10 раз.
После начала Великой Отечественной войны с 23 июня 1941 года начались воздушные бомбардировки города. 19 июля 1941 года он был оккупирован немецко-румынскими войсками и включён в состав Румынии.
Вскоре фашисты сделали Могилёв-Подольский транзитным центром для евреев, которых перегоняли сюда из Буковины и Бессарабии. Таким образом с сентября 1941 по февраль 1942 через город прошли более 55 000 евреев. Тысячи людей подверглись грубому обращению со стороны румынских охранников. Многим евреям не разрешали селиться в Могилёве-Подольском, и им приходилось идти пешком до ближайших деревень. 15 000 евреев, которым разрешили остаться в городе, удалось организоваться в группы. Около 2—3 тысяч из них смогли получить вид на жительство, остальные же жили в постоянном страхе депортации на принудительные работы. В декабре 1943 свыше 3000 евреев смогли вернуться обратно в Румынию, а в марте 1944 года еврейским лидерам Бухареста удалось получить разрешение на отправку в Румынию 1 400 детей-сирот, и этим спасти их от бедствий и возможной гибели.
19 марта 1944 года части 2-го Украинского фронта освободили Могилёв-Подольский, в 1945—1950 годах город был полностью восстановлен.
В 1953 году здесь действовали машиностроительный завод, маслодельный завод, ликёро-водочный завод, плодоконсервный завод, мясокомбинат, ватная фабрика, швейная фабрика, виноградарский совхоз с производством шампанских вин, четыре средние, три семилетние и две начальные школы, школа медсестёр, техникум советской торговли, краеведческий музей, Дом культуры, четыре библиотеки, стадион и парк.
В 1973 году численность населения составляла 29,7 тыс. человек, здесь действовали машиностроительный завод, приборостроительный завод, ремонтно-механический завод, маслодельный завод, консервный завод, винодельческий завод, мебельная фабрика, швейная фабрика, фабрика нетканых материалов, фабрика бытовой химии, винодельческий совхоз «КИМ», монтажный техникум, техникум советской торговли, медицинское училище и краеведческий музей.
В 1981 году здесь действовали машиностроительный завод, приборостроительный завод, металлообрабатывающий завод, маслозавод, консервный завод, хлебный завод, винодельческий завод, завод пиво-безалкогольных напитков, мебельная фабрика, швейная фабрика, фабрика нетканых материалов, фабрика бытовой химии, комбинат бытового обслуживания, монтажный техникум, техникум советской торговли, медицинское училище, 8 общеобразовательных школ, музыкальная школа, спортивная школа, пять больниц и пять иных лечебных учреждений, Дом культуры, кинотеатр, 12 клубов, турбаза «Днестр», 21 библиотека и краеведческий музей.

### В независимой Украине
После провозглашения независимости Украины город оказался на границе с Молдовой, здесь был открыт контрольно-пропускной пункт (который находится в ведении Могилёв-Подольского пограничного отряда Южного регионального управления ГПСУ).
В мае 1995 года Кабинет министров Украины утвердил решение о приватизации находившихся в городе приборостроительного завода, машиностроительного завода им. Кирова, завода газового оборудования и приборов, АТП-10508, АТП-10563, швейной фабрики, консервного завода, маслозавода, райсельхозтехники, райсельхозхимии и СПМК-62, в июле 1995 года было утверждено решение о приватизации хлебозавода.
В марте 2003 года был признан банкротом пивоваренный завод и началась процедура его ликвидации.

## Население
По данным переписи 1926 года, украинцы составляли 49,7 % населения Могилёв-Подольского, евреи — 41,8 %, русские — 5,8 %, поляки — 1,4 %.
В январе 1989 года численность населения составляла 36 003 человек.
По данным переписи 2001 года, украинцы составляли 92,27 % населения Могилёв-Подольского, русские — 5,32 %, евреи — 1,07 %.
На 1 января 2025 года численность населения города составляла 32 468 человек (с учетом внутренне перемещенных лиц).
На 1 января 2020 года население города составляло 29 983 постоянных жителя и 30 564 человек наличного населения.

### Языковой состав
По данным переписи 1926 года, украинский язык родным назвали 46,8 % населения Могилёв-Подольского, идиш — 37,7 %, русский — 12,8 %, польский — 1,7 %.
Родной язык населения по данным переписи 2001 года:
| Язык       | Численность, чел. | Доля     |
| ---------- | ----------------- | -------- |
| Украинский | 29 730            | 92,25 %  |
| Русский    | 2 274             | 7,06 %   |
| Другое     | 222               | 0,69 %   |
| Итого      | 32 226            | 100,00 % |

Украинский язык является основным и единственным официальным языком города.
По данным Государственной службы статистики Украины в 2023/24 учебном году все 161 470 учащихся в учреждениях общего среднего образования в Винницкой области обучались в украиноязычных классах.

## Достопримечательности
- Николаевский собор (1754)
- Церковь святой Параскевы (1775)[28]
- Греческая Георгиевская церковь (1808—1819)
- Полковая церковь Святого Благоверного Князя Александра Невского (1904—1907).
- Памятник Джону Леннону (1989—1990, скульптор А. Алёшкин)
- Железнодорожный вокзал (XIX ст.)
- Здание старого банка (XIX ст.)

- Николаевский собор
- Здание старого банка
- Георгиевская церковь
- Полковая церковь Александра Невского
- Памятник Джону Леннону напротив входа в городской парк

## Экономика
В городе работают машиностроительный завод, металлообрабатывающий завод, различные предприятия лёгкой и пищевой промышленности.

## Транспорт

### Городской транспорт
В городе — две линии автобусов, охватывающие автобусный и железнодорожный вокзалы, рынок и некоторые другие районы.

### Пригородный и междугородний транспорт
В городе расположены пристань на Днестре, железнодорожная станция Могилёв-Подольский (на линии Жмеринка — Окница) и автовокзал.
С железнодорожного вокзала ежедневно отходят пригородные дизель-поезда сообщением Могилёв-Подольский — Жмеринка через Вендичаны, Бар. Время в пути — 2,5 часа. С одной пересадкой в Жмеринке можно добраться пригородными поездами до Хмельницкого, Вапнярки, Казатина через Винницу (областной центр). Ежедневно отправляются транзитные поезда в Кишинёв. Также несколько раз в неделю формируется поезд Могилёв-Подольский — Киев.
Развито автобусное сообщение. Автотрасса в сторону Винницы. Также есть трасса, ведущая на Ямполь и через мост в Молдову.

## Религия
В городе действуют следующие храмы Могилёв-Подольской епархии Украинской православной церкви:
- Храм святого князя Александра Невского;
- Собор Святителя Николая;
- Храм преподобной Параскевы Сербской;
- Кафедральный собор великомученика Георгия Победоносца.

## Известные уроженцы и жители
Начиная со второй половины ХVII  века Могилев-Подольский активно заселяется евреями, доля которых к 1897 г. достигла 55.3%. В связи с этим в городе жили или родились многие известные евреи:
- Израиль Ефимович Верцман (род в 1906 году) — литературовед;
- Наум Борисович Глазберг (1874—1963) — адвокат, председатель правления целого ряда крупнейших акционерных обществ России начала XX века, с 1917 года проживал в Париже, с 1932 — являлся членом Совета Объединения русских адвокатов во Франции;
- Ефим Григорьевич Гологорский (род. в 1932) — председатель организации бывших узников гетто и концлагерей (1998), профессор (1990), участник строительства ряда ГЭС;
- Ицик Гринзайд (1905—1942) — писатель и журналист, погиб на фронте;
- Эдуард Иосифович Гурвиц (род. в 1948) — политический деятель
- Деген, Ион Лазаревич (4 июня 1925 — 28 апреля 2017) — врач-травматолог, доктор медицинских наук, писатель, поэт, танкист в годы Великой Отечественной войны;
- Матвей Борисович Каган-Шац (1911—1989) — живописец;
- Лев Борисович Каплан (1899—1972) — график, автор плакатов, иллюстраций к произведениям классической русской и мировой литературы, в том числе — Шолом-Алейхема, Ильфа и Петрова;
- Яков Бенционович Кваша (1903—1976) — экономист и статистик, доктор экономических наук (1966);
- Зельман Рафаилович Котин (1900—1988) — генерал-майор с 1944 года, в 1944—1952 годах — начальник кафедры военной академии имени Фрунзе;
- Михаил Семенович Немировский (род. в 1937) — радиоинженер;
- Артемий Алексеевич Рафалович (1816—1851), врач и путешественник;
- Шлёма Юделевич Ройтман (1913—1985) — поэт;
- Макс Садиков (1893—?) — публицист и общественный деятель;
- Иосиф Аронович Халифман (1902—1988) — писатель;
- Липа Аврумович Ходорков (1902—1981) — генерал-майор медицинской службы (с 1944 года);
- Элиэзэр-Цви Цвейфель (1815—1888) — писатель и публицист;
- Илья Яковлевич Штаерман (1891—1962) – математик;
- Аркадий Ионович Эйдис (род. в 1913) — авиаконструктор, лауреат Ленинской премии 1967 года.

Среди представителей других национальностей выделяют
- Бажанов, Борис Георгиевич (1900—1982) — партийный деятель ВКП(б), личный секретарь И. В. Сталина (1923—1928). Политический эмигрант, невозвращенец.
- Буянов, Николай Григорьевич (1925—1944) — участник Движения Сопротивления в Италии в годы Второй мировой войны, посмертно награждён Итальянской республикой «Золотой медалью воинской доблести».
- Завойский, Евгений Константинович — физик;
- Малишевский, Витольд Осипович (1873—1939) — польский композитор и педагог, ученик А. Н. Римского-Корсакова и А. К. Глазунова, основатель и первый директор Одесской консерватории;
- Гудзий, Николай Каллиникович — историк литературы.

Директором коммерческого училища был И. Г. Подоба.

## Города-побратимы
Могилев-Подольский имеет 9 городов-побратимов:
- Коньске (Польша)
- Бахмут (Украина)
- Казатин (Украина)
- Поланец (Польша)
- Бельцы (Молдова)
- Питешти (Румыния)
- Шаля (Словакия)
- Сьрода-Велькопольска (Польша)
- Каврилья (Италия)